# Neila Chaabane
Neila Chaabane, née le 2 septembre 1961 à Gabès (Tunisie), est une juriste, universitaire et femme politique tunisienne. Elle est secrétaire d'État chargée des Affaires de la femme, de l’Enfance et de la Famille de janvier 2014 à février 2015.

## Biographie

### Formation
Elle décroche un baccalauréat ès lettres en 1979, une licence de droit public en 1983, un DEA de droit international en 1985 et un doctorat de droit public en 2008. En 2010, elle obtient une habilitation à la recherche en droit public et est agrégée dans la même discipline en 2012.

### Carrière professionnelle
En 1985, elle devient assistante de droit public. Entre 2002 et 2011, elle est membre du conseil scientifique, responsable du master professionnel de droit fiscal entre 2004 et 2012 et devient en 2009 maître-assistante en droit public. En 2011, elle est nommée membre de la commission nationale d’investigation sur la corruption et la malversation ainsi que chef de département de droit public. Entre 2012 et 2013, elle est membre du jury du concours de recrutement au grade d'assistant en droit public. En 2012, elle accède à la fonction de maître de conférences agrégée en droit public, en 2013 à celle de vice-doyenne de la faculté des sciences juridiques, politiques et sociales de Tunis et en 2017 à celle de doyenne, fonction qu'elle occupe jusqu'en 2024.
Entre 1996 et 2012, elle est trésorière de l'Association tunisienne de droit constitutionnel, trésorière de l'Académie internationale de droit constitutionnel en 1997, vice-présidente de l'Association tunisienne de droit constitutionnel en 2013 et présidente de l'Association tunisienne de sciences administratives en 2014.

### Carrière politique
En janvier 2014, elle est nommée secrétaire d'État chargée des Affaires de la femme, de l'Enfance et de la Famille auprès du ministre Saber Bouatay, au sein du gouvernement de Mehdi Jomaa, en tant qu'indépendante.
Le 23 janvier 2015, elle est proposée au poste de secrétaire d’État chargé des Biens confisqués et des Affaires foncières dans le gouvernement de Habib Essid.

## Vie privée
Mariée et mère de deux enfants, elle parle couramment arabe, français, anglais et italien.